# 吉沢好謙
吉沢 好謙（よしざわ たかあき、宝永7年2月8日（1710年3月7日） - 安永6年1月1日（1777年2月8日））は江戸時代の地方史家、俳人。通称は清右衛門。号は鶏山。『千曲之真砂』の瀬下敬忠、『信濃奇勝録』の井出道貞とともに、佐久の三大郷土史家と並び称される。
信濃国中山道岩村田宿生まれ。母方の金融業を継いだが、江戸へ出て賀茂真淵、加藤宇万伎に国学を、建部凌岱に俳諧を学ぶ。市井の生活に目を向け、1736年（元文元年）『四鄰譚藪』、1744年（延享元年）『信陽雑志』、1767年（明和4年）『信濃地名考』などで信濃国の地理・歴史・民俗を編纂し、地元の方言を採集した『続譚籔』や、日常語についての弟子との問答『鄙問答』などで地域の言葉や文字の考証に当たった。
俳諧の師としても多くの門人を得て、1754年（宝暦4年）佐久の赤岩弁天堂に松尾芭蕉の句碑を建立した。